# 过祖源

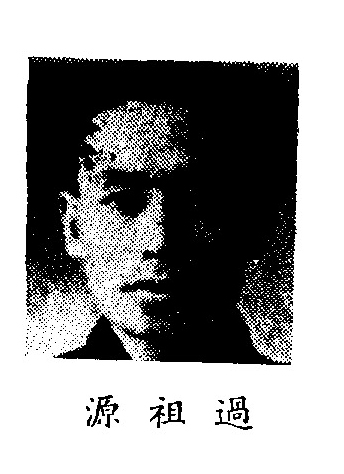

过祖源（1905年—？），字基厚，男，江苏无锡人，中国给水排水专家，中国给排水与环境科学开拓人之一。曾任中国环境科学学会副理事长。